# Maciço dos Mischabels
O Maciço dos Mischabels   é um maciço dos  Alpes peninos na Suíça e fica entre o Vale de Zermatt e o de Saas Fee.
Se o ponto culminante é Dom de Mischabel (4 545 m) , na realidade o conjunto é formado por três cimos; o Dom, o Täschhorn, e o Alphube, e formam o mais importante grupo montanhoso dos Alpes suíços.
Segundo a Classificação SOIUSA o Maciço dos Mischabels faz parte da Sub-secção alpina dos Alpes de Mischabel e de Weissmies